# 王汝梅 (嘉靖進士)
王汝梅（1531年—1593年），字德和，號肖巖，直隸保定府安肅縣人，民籍，明朝政治人物。

## 生平
嘉靖三十七年戊午科（1558年）順天府鄉試第四十四名舉人。嘉靖四十一年（1562年）中式壬戌科會試第一百七十六名，三甲第六十一名進士。初授山东益都县知县，升户部督饷主事，晋郎中，总理蓟州粮储，隆庆初以考察降知华州。升任南京兵部员外郎，隆慶五年（1571年）正月升山西按察司屯田佥事，十月调理北中二路兵备，分巡口北道，万历二年（1574年）二月巡抚吴兑疏請，升山西右参议，照旧管事。四年正月以三镇贡市事竣，加副使，仍理原任事务。累升右参政。六年父喪丁忧。八年（1580年）十一月復除陕西右参政兼佥事，九年八月升都察院右佥都御史、巡抚延绥等处地方赞理军务，十二年九月升右副都御史，照旧巡抚，十二月拾遗，令回籍听勘。二十一年卒。

## 家族
曾祖王輅，遞運所大使；祖父王天章；父王廷珪，聽選官。母張氏。重庆下。